# 岡村德長
岡村德長（1897年1月10日—1972年7月19日）為日本海軍軍人，官拜中佐，二戰結束後加入日本共產黨。其弟為鹿屋基地司令大佐岡村基春，么妹岡村清子嫁給大佐江草隆繁。

## 生平略歷
1897年（明治30年）1月10日岡村德長生於高知縣安藝郡井之口村（今安藝市井之口），1917年（大正6年）自海軍兵學校第45期畢業。受到前輩大西瀧治郎的影響，醉心於航空飛行器。1920年升為橫須賀海軍航空隊中尉，1924年晉升佐世保海軍航空隊大尉。擔任横須賀海軍航空隊教官期間，在飛行實驗中曾因主翼觸碰海面，差點命葬海底。1928年（昭和3年）2月29日於惡劣天候中操駕十三式艦上攻擊機，不幸墜毀在佐賀縣鹿島市附近，岡村的臉部遭受大火灼傷。此事故發生於由帝國飛行協會（日本航空協會前身）負責的飛行橫越太平洋計劃，而岡村負責訓練駕駛員；同機的後藤勇吉不幸罹難。
1932年受到五一五事件影響而調職，1935年（昭和10年）3月進入中島飛機工作，可是與其他職員發生衝突，約2年後辭職。由於有人提供資金援助，遂創設「富士航空」，並邀津田英學塾畢業的么妹清子共同參與經營。第二次世界大戰爆發期間，陸續在第3艦隊、第11航空艦隊、佐世保鎮守府、第21警備隊、築城海軍航空隊、岩國海軍航空隊等單位服役，官拜海軍中佐。戰後的1948年（昭和23年）參加日本共產黨，1972年（昭和47年）7月19日因胃癌死去，享壽75歲。

## 內部連結
- 大日本帝國海軍軍人列表